# Defence High Frequency Communications Service
Le Defence High Frequency Communications Service (service de communication à haute fréquence de la défense ou DHFCS) est un système de communication britannique exploité par le ministère de la Défense et utilisé principalement par la Royal Air Force, la Royal Navy et la British Army, ainsi que par d'autres utilisateurs.
Le système fonctionne à partir de six sites de transmission et de réception à travers le Royaume-Uni et est contrôlé à partir d'un centre de contrôle de réseau situé au HMS Forest Moor, dans le North Yorkshire, et d'un site de secours à Kinloss Barracks (en), à Moray. Les sites d’outre-mer sont situés sur l’île de l’Ascension, à Chypre et aux îles Malouines.
En 2003, VT Merlin Communications (maintenant Babcock International Group) a obtenu le contrat d’exploitation du système pour une période de quinze ans au nom du ministère de la Défense.

## Historique

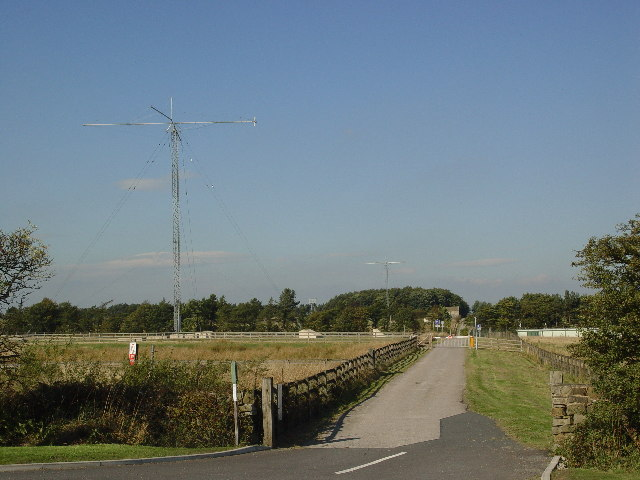
Mâts à DHFCS Forest Moor, North Yorkshire.

### Systèmes hérités
Avant la création du DHFCS, la Royal Air Force (RAF) et la Royal Navy (RN) exploitaient leurs propres systèmes de communication indépendants à haute fréquence (HF). Le système de communications intégrées Strike Command (STCICS) de la RAF, appelé plus tard TASCOMM (Terrestrial Air Sea Communications), fonctionnait à partir de six sites situés au Royaume-Uni, tandis que le système RN comptait douze sites. Les capacités des systèmes se chevauchent tout en présentant simultanément des lacunes dans les capacités globales, des coûts de fonctionnement élevés, un manque de flexibilité et l’un et l’autre n’ont pas été pleinement utilisés.

### Partenariat public-privé
En 2003, le ministère de la Défense a décidé de fusionner les systèmes de communication haute fréquence existants en un système amélioré, puis de l’exploiter et de le gérer en tant que service de communication haute fréquence de défense (DHFCS). La Defence Communications Services Agency (DCSA) (désormais appelée Systèmes et services d'information (ISS)) a attribué un contrat de partenariat public-privé d'une valeur de 228 M £ à VT Merlin Communications (maintenant appelé Babcock International Group) pour la mise à niveau et l'exploitation du système. Le contrat a une durée de quinze ans (jusqu'en 2018) et est financé par une réduction du nombre de sites de transmission, de réception et de contrôle et par une réduction de 266 militaires.

### Rationalisation des sites
Grâce à la rationalisation des sites, douze sites (quatre RAF, sept RN et un site commun à Gibraltar) ont été fermés entre 2003 et 2006. De nombreux sites ont été réutilisés à des fins militaires, les sites de Bampton Castle, Chelveston et Milltown étant les seuls sites qui ont fermé entièrement.

## Sites d'anciens systèmes fermés
| Nom du site          | Lieu                                                                                 | Opérateur       | Type                                                   | Notes |
| -------------------- | ------------------------------------------------------------------------------------ | --------------- | ------------------------------------------------------ | --- |
| DCSA Bampton Castle  | Anciennement RAF Bampton Castle (en), Bampton, Oxfordshire, Angleterre               | Royal Air Force | - Station de contrôle de réseau - Récepteur            | Anciennement exploité par les No.2 et No.81 Signals Unit de la RAF. Environ soixante-douze mâts ont été enlevés en décembre 2003 et les deux derniers en 2015. |
| DCSA Chelveston      | Anciennement RAF Chelveston (en), Chelveston (en), Northamptonshire, Angleterre      | Royal Air Force | Émetteur                                               | Créée en 1977, fermée en décembre 2003 et vendue par le ministère de la Défense en juin 2005. Exploitée par la No.81 Signals Unit de la RAF.                   |
| DCSA Clach McKenny   | Rosneath Peninsula (en), Argyll and Bute, Écosse                                     | Royal Navy      | Récepteur                                              | Fourniture de services HF aux unités navales du Firth of Clyde.                                                                                                |
| RNAS Culdrose        | RNAS Culdrose, Helston, Cornwall, Angleterre                                         | Royal Navy      | - Émetteur - Récepteur                                 | |
| DCSA Fort Staddon    | Plymouth, Devon, Angleterre                                                          | Royal Navy      | Émetteur                                               | Fourniture de services HF au Flag Officer Sea Training (FOST).                                                                                                 |
| DCSA Gibraltar       | Gibraltar                                                                            | Inter-armées    | - Station de contrôle de réseau - Émetteur - Récepteur | |
| DCSA Milltown        | Anciennement RAF Milltown (en), Elgin, Morayshire, Écosse                            | Royal Air Force | Émetteur                                               | |
| DCSA Plymouth        | Plymouth, Devon, Angleterre                                                          | Royal Navy      | Récepteur                                              | Fourniture de services HF au Flag Officer Sea Training (FOST).                                                                                                 |
| DCSA St. Mawgan      | RAF St. Mawgan (en), Newquay, Cornwall, Angleterre                                   | Royal Air Force | Station de contrôle de réseau                          | |
| DCSA St. Vincent     | Admiralty Citadel, Whitehall, London, Angleterre (Anciennement HMS St. Vincent (en)) | Royal Navy      | Station de contrôle de réseau                          | |
| DCSA Toward Taynuilt | Cowal Peninsula, Agryll and Bute, Écosse                                             | Royal Navy      | Émetteur                                               | Fourniture de services HF aux unités navales du Firth of Clyde.                                                                                                |
| RNAS Yeovilton       | RNAS Yeovilton, Yeovil, Somerset, Angleterre                                         | Royal Navy      | - Émetteur - Récepteur                                 | |

## Objectif
Le service fournit des communications HF au ministère de la Défense (Royal Air Force, Royal Navy, Armée britannique et Joint Forces Command), à d'autres départements du gouvernement britannique et à l'OTAN (y compris son organisation Partnership for Peace). Un protocole d’accord a été conclu pour permettre la coopération entre le DHFCS et le système de communication mondial à haute fréquence (en) (HFGCS) de l’US Air Force (USAF) par le biais d’un lien vers le système HFGCS de l’US Air Force via le site de RAF Croughton dans le Northamptonshire. Une liaison avec le système de communication à haute fréquence (HFCS) des forces de défense australiennes basé à Canberra existe également.
Ce service permet des communications stratégiques en temps réel entre utilisateurs, notamment des stations au sol, des sous-marins, des navires de surface, des aéronefs à voilure fixe et des hélicoptères.

## Structure et fonctionnement
Le DHFCS a été déclaré opérationnel en mars 2008. Au Royaume-Uni, le système est divisé en trois stations de sites émetteurs et récepteurs appairés. «UK North» comprend les sites de Kinloss (en) et Crimond dans le nord-est de l'Écosse, «UK Middle» ceux du HMS Forest Moor et d'Inskip dans le nord de l'Angleterre et «UK South» ceux de St. Eval (en) et Penhale Sands (en) dans le sud-ouest de l'Angleterre. Trois stations d'outre-mer, avec deux sites chacune, sont situées à Chypre, à l'île de l'Ascension et aux Îles Malouines.
Le système était initialement exploité à partir d'une station de contrôle de réseau (NCS) située à Forest Moor, avec une station de contrôle de réseau (ANCS) alternative à Kinloss, qui pourrait être utilisée en cas d'indisponibilité de la station de Forest Moor. Le fonctionnement en site fractionné a été introduit en 2011, ce qui permet aux systèmes de Forest Moor et de Kinloss de contrôler 50% du réseau, d’accroître la résilience et le temps de récupération en cas de perte de service et de minimiser l’indisponibilité potentielle du réseau.
Les sites d'Anthorn et de Skelton, dans le nord de l'Angleterre, fournissent une capacité de transmission à très basse fréquence (VLF) qui est utilisée pour envoyer des communications à des sous-marins submergés. En raison des basses fréquences, les sous-marins concernés ne peuvent recevoir que des communications VLF tout en ne portant pas d'antennes VLF. Par conséquent, il n’est pas nécessaire d’utiliser des sites récepteurs terrestres car les communications sont à sens unique .
Le DHFCS est connu pour avoir les capacités suivantes.
- Chaîne de mise à feu nucléaire (données sécurisées HF/LF)
- Établissement de liaison automatique navire-côte (ALE), non ALE (données sécurisées) - STANAG 5066 ARQ & DRC
- Canaux utilisateurs à accès direct (voix)
- Émissions multicanaux (données sécurisées)
- Émissions sur un seul canal (données et voix)
- Diffusions OTAN (données sécurisées)
- Surveillance des ondes (données sécurisées)
- Services de liaison navire-terre (données sécurisées)
- Liens arrière (données sécurisées)
- Organisation de télécommunications aériennes maritimes (données et voix sécurisées)
- Communications terrestres-air-mer (TASCOMM - Voix)
- Établissement automatique de liaison vocale

## Sites DHFCS au Royaume-Uni
| Nom                 | Lieu                                                                 | Type                                        | Station   | Indicatif | Notes                                      |
| ------------------- | -------------------------------------------------------------------- | ------------------------------------------- | --------- | --------- | ------------------------------------------ |
| DHFCS Crimond       | Anciennement RNAS Rattray (HMS Merganser), Aberdeenshire, Écosse     | Émetteur                                    | UK North  |           | Anciennement opéré par la Royal Navy.      |
| DHFCS Forest Moor   | Anciennement HMS Forest Moor, Harrogate, North Yorkshire, Angleterre | - Station de contrôle de réseau - Récepteur | UK Middle | ARCHITECT | Anciennement opéré par la Royal Navy.      |
| DHFCS Inskip        | Anciennement RNAS Inskip (HMS Nightjar), Lancashire, Angleterre      | Émetteur                                    | UK Middle |           | Anciennement opéré par la Royal Navy.      |
| DHFCS Kinloss       | Kinloss Barracks, Moray, Écosse                                      | - Station de contrôle de réseau - Récepteur | UK North  | ARCHITECT | Anciennement opéré par la Royal Air Force. |
| DHFCS Penhale Sands | Cornwall, Angleterre                                                 | Récepteur                                   | UK South  |           | Anciennement opéré par la Royal Air Force. |
| DHFCS St. Eval      | Cornwall, Angleterre                                                 | Émetteur                                    | UK South  |           | Anciennement opéré par la Royal Air Force. |

## Sites DHFCS à l'étranger
| Site Name          | Location                                         | Type | Station         | Callsign | Notes |
| ------------------ | ------------------------------------------------ | ---- | --------------- | -------- | ----- |
| DHCFS Airhead      | RAF Ascension, Île d'Ascension, Océan Atlantique |      | Île d'ascension | HAVEN    |       |
| DHFCS Bush Rincon  | East Falkland, Îles Malouines, Océan Atlantique  |      | Îles Malouines  | VIPER    |       |
| DHFCS Donkey Plain | Donkey Plain, Île d'Ascension, Océan Atlantique  |      | Île d'ascension | HAVEN    |       |
| DHFCS Episkopi     | Episkopi, Akrotiri et Dhekelia, Chypre           |      | Chypre          | CYPRUS   |       |
| DHFCS Mocho Pond   | East Falkland, Îles Malouines, Océan Atlantique  |      | Îles Malouines  | VIPER    |       |
| DHFCS Salt Lake    | Akrotiri et Dhekelia, Chypre                     |      | Chypre          | CYPRUS   |       |